# دائرة بابار
دائرة بابار هي إحدى دوائر ولاية خنشلة الجزائرية . عاصمتها بلدية بابار.
يتبع دائرة بابار بلدية واحدة هي بلدية بابار